# Xylotrechus diversepubens
Xylotrechus diversepubens är en skalbaggsart som beskrevs av Maurice Pic 1930. Xylotrechus diversepubens ingår i släktet Xylotrechus och familjen långhorningar. Inga underarter finns listade i Catalogue of Life.